# Энменлуанна
Энменлуанна ('Эн-Менлуанна или Эн-мен-лу-Анна; шум. en-me-en-lu2-an-na) — третий полумифический додинастический царь шумеров, правивший во втором допотопном городе Древнего Шумера Бад-тибире, расположенном на юге Месопотамии. Вероятно, ему приписывалось божественное происхождение.
Время правления может относиться к периоду Джемдет-Наср (XXX в. до н. э.), который закончился потопом. Раскопки в Ираке выявили доказательства локальных наводнений в районе Шуруппака и других шумерских городов. Слои речных отложений, радиоуглеродным методом датирируемых примерно 2900 г. до н. э., прерывают непрерывность поселений, расширяясь далеко на север до города Киш. Полихромная керамика периода Джемдет-Наср была обнаружена непосредственно ниже слоёв наводнений. Энменлуанна считается легендарным правителем шумеров, поскольку его существование не подтверждено другими источниками, кроме Ниппурского царского списка:

Древнее Междуречье

| Транслитерация | Перевод |
| --- | --- |
| 8. eridugki ba-cub 9. nam-lugal-bi bad3-tibiraki-ce3 10. ba-de6 11. bad3-tibiraki en-me-en-lu2-an-na 12. mu 43200 i3-ak 13. en-me-en-gal-an-na 14. mu 28800 i3-ak 15. ddumu-zid sipad mu 36000 i3-ak 16. 3 lugal 17. mu-bi 108000 ib2-ak | 8. Тогда Эриду пал, 9. и царская власть в Бад-тибиру 10. была перенесена. 11. В Бад-тибире Энменлуанна 12. правил 43200 лет. 13. Энменгаланна 14. правил 28800 лет. 15. Думузи, пастух, правил 36000 лет. 16. 3 царя; 17. они правили 108000 лет. |

В разных вариантах Царского списка продолжительность правления Энменлуанны заметно отличается:
- WB 444: 12 саров, что равняется 43200 лет.
- UCBC 9-1819 (царь Аммелуанна): 10 саров, что равняется 36000 лет.
- Вавилонская история Бероса (царь Амелон): 13 саров, что равняется 46800 лет.

В любом случае принято считать, что древность и продолжительность правления допотопных царей значительно завышены. Существует предположение, что сары и неры должны восприниматься как годы и месяцы соответственно. В таком случае Энменлуанна правил всего 3 года и 4 месяца, 10 или 13 лет.